# Borgomaro
Borgomaro (Borgomâ o U Burgu in ligure) è un comune italiano di 828 abitanti della provincia di Imperia in Liguria.

## Geografia fisica
Il territorio di Borgomaro comprende gran parte della valle del Maro, il nome con il quale è spesso indicata la parte alta del corso del torrente Impero. Tra le vette del territorio borgomarese il monte Grande (1418 m), il Poggio Amandolini (1187 m), il monte Aurigo (1122 m), il monte Albaspino (1099 m), il monte delle More (1080 m), il Picco Ritto (926 m) e il monte Scuassi (889 m).
Nella fascia di altitudine più bassa è presente la coltivazione dell'ulivo, ad altezza media prende il sopravvento il castagno mentre nelle zone più alte, a circa 1000 m di altezza si trovano ampie zone  adibite a pascolo per i bovini.

## Origini del nome
L'origine del toponimo deriverebbe dal termine latino Burgum Macri attestante il nuovo insediamento che nel XV secolo sorse ai piedi del locale castello dei conti di Ventimiglia (il castro de Macro). La forma del nome si evolse poi in Burgo Macri (come riportato in un documento del 1583) e nell'attuale Borgomaro sempre in riferimento del centro che nel tempo sempre più si sviluppò nel territorio della valle del torrente Maro.

## Storia

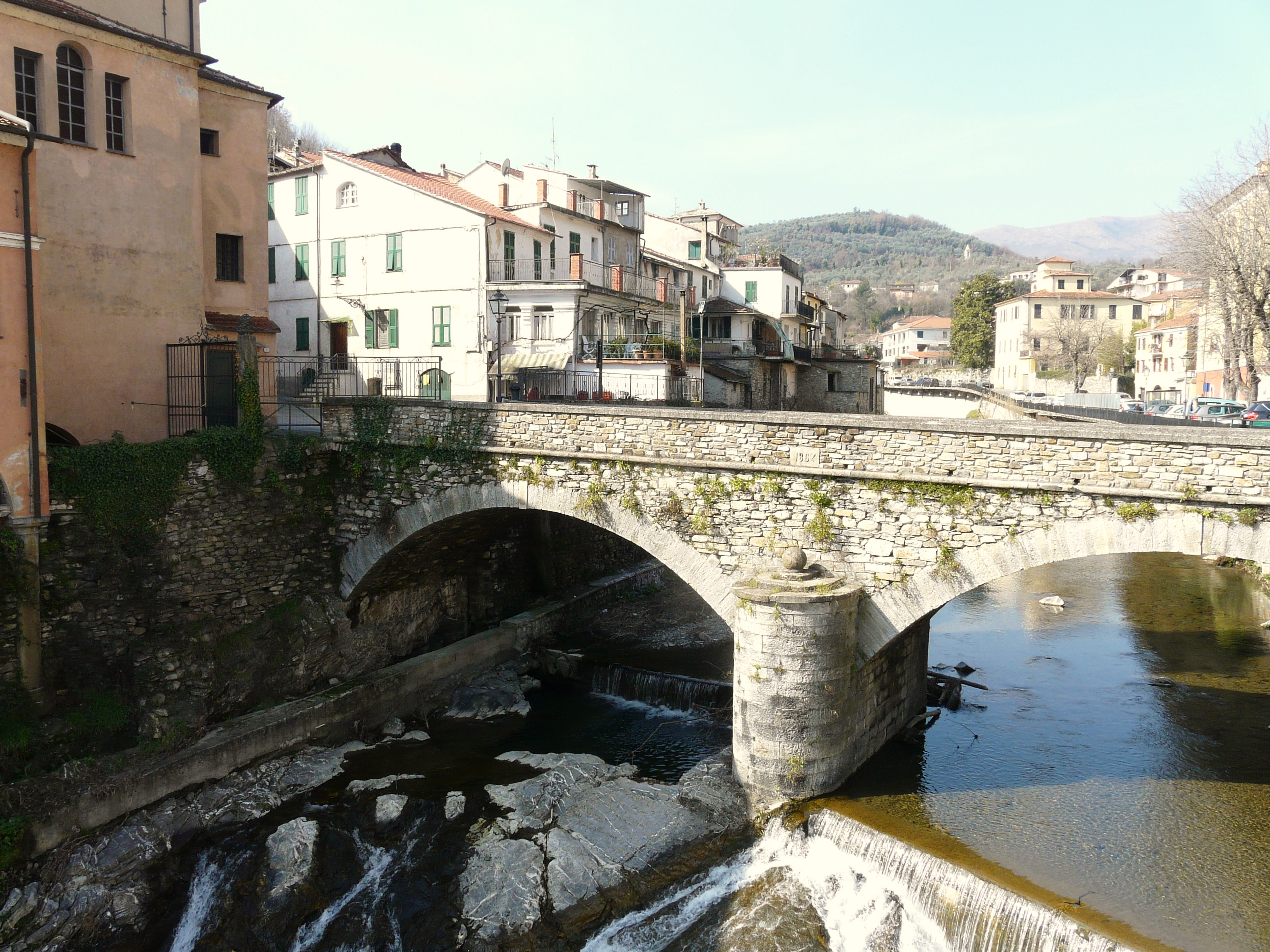
Ponte presso l'abitato di Borgomaro, sovrastante il torrente Maro.

Il documento più antico e attestante per la prima volta il territorio del Maro, e quindi pure l'attuale Borgomaro, è datato al 20 maggio 1150 con il quale il vescovo di Albenga Odoardo concesse la riscossione delle decime ecclesiastiche dei borghi della valle (tra questi pure i centri borgomaresi di Maro Castello e Conio) da parte dei conti di Ventimiglia Filippo e Raimondo. Questi ultimi lasciarono successivamente i loro beni - comprensivi pure dei territori feudali del Maro - al loro fratello Ottone che proprio sulla sommità di Maro Castello edificò un castello portandovi la sua residenza ufficiale elargendo, in qualità di unico Signore del Maro, privilegi e immunità come da atto del 15 luglio 1152.
Nonostante l'espansione delle terre verso la valle di Oneglia negli ultimi anni del XII secolo effettuata tra accordi e alleanze dal conte Ottone di Ventimiglia, gli storici identificano il figlio di quest'ultimo, Enrico, come primo fondatore dal XIII secolo del ramo nobiliare dei Ventimiglia del Maro avente come giurisdizione territoriale le contee del Maro e Oneglia, di Pietralata Superiore e Inferiore, della valle Arroscia, di Andora, di Rezzo e di Nasino. Alla morte di Enrico (1226) il grande feudo ponentino passò ai tre figli Filippo, Ottone e Guido e un documento di pace del 1227 cita espressamente, tra i possedimenti, anche il territorio di Borgomaro.
Con l'espansione di Genova nelle terre di ponente il feudo del Maro si assoggettava ad essa a partire dagli anni trenta del Duecento con gli stessi conti di Ventimiglia che mantennero l'investitura feudale. Risale al 9 giugno 1251 l'atto ufficiale di fedeltà delle comunità di Borgomaro e di Prelà, e dei conti ventimigliesi Raimondo e Filippo, alla Repubblica di Genova. I diritti sul feudo del Maro furono quindi acquistati per millecento lire dal conte Enrico, figlio di Filippo, che nelle sue nuove terre vide l'assalto perpetrato da Carlo d'Angiò nel 1270 e che solo nel 1273 riuscì a scacciare grazie all'aiuto prestato da Genova. Alla sua morte, nel 1311, il territorio passò nelle mani dei figli Guglielmo e Nicola proseguendo la discendenza dei Ventimiglia del Maro per tutto il XIV e XV secolo.
Fu il conte Gaspare a cedere tutto il territorio del Maro per la somma di 8.600 lire genovesi ai conti Lascaris di Tenda con atto datato a Tenda il 9 maggio 1455: Onorato I divenne quindi nuovo signore del Maro. Il feudo di Borgomaro passò poi alla figlia Anna Lascaris e quindi al primogenito Claudio nel 1511 che per la giovane età fu affiancato dall'uomo d'armi Alessandro Sorlium e dal capitano Guiraldo Salomone; solamente il 19 giugno 1554 il Signore di Borgomaro Claudio Lascaris, deceduta la madre Anna, venne riconosciuto del titolo dalle comunità del Maro. Dopo vari passaggi di proprietà i feudi di Borgomaro e Prelà passarono nelle mani del figlio Onorato Lascaris (1562) e poi alla sorella Renata (1572). Dissidi tra familiari e scontri portarono la contessa e signora Renata a cedere le proprietà del Maro il 16 novembre 1575 al duca Emanuele Filiberto I di Savoia che, assoggetta pure la Contea di Tenda, fece di questo territorio della Liguria di Ponente un marchesato-podesteria del Ducato di Savoia; l'atto ufficiale di dedizione verso il duca fu compiuto dagli abitanti delle comunità il 3 gennaio 1577.
Fu Caterina d'Austria, moglie del duca Carlo Emanuele di Savoia e procuratrice generale, a cedere il Marchesato del Maro e il Contado di Prelà al marchese Gio Girolamo Doria nel gennaio 1590; nel 1605 il feudo di Borgomaro fu ereditato dal figlio Stefano Doria. Durante la guerra tra il ducato sabaudo e il Ducato di Mantova del 1614 le truppe spagnole, genovesi e napoletane riuscirono ad entrare nel territorio del Maro, dopo la conquista di Oneglia, e quindi conquistare il 30 gennaio 1615 il castello di Borgomaro dove si erano asserragliati i soldati del duca piemontese. Solamente nel 1618 il Regno di Spagna, con la pace di Pavia, restituì i feudi ai Savoia che eleggeranno questa parte dei loro domini al titolo di principato che fu assegnato ad Emanuele Filiberto.
Nuovi scontri a Borgomaro arrivarono con la guerra del 1625 tra il Ducato di Savoia e la Repubblica di Genova con i Genovesi che, conquistata la marina di Oneglia, facilmente e senza troppa resistenza entrarono nel feudo del Maro. Il castello, dove trovarono rifugio pure gli abitanti borgomaresi, capitolò rovinosamente dopo alcuni giorni con la cattura di ottanta soldati sabaudi e del loro comandante Luigi Bracco. La pace di Madrid del 1633 riportò Borgomaro tra i possedimenti del duca di Savoia.
Facente parte del Regno di Sardegna, i territori della valle del Maro e quindi anche la municipalità di Borgomaro confluirono tra il 1801 e il 1803 nella Repubblica Ligure andando a costituire il II cantone di Val di Maro nella Giurisdizione degli Ulivi. Annesso al Primo Impero francese, dal 13 giugno 1805 al 1814 il territorio venne inserito nel Dipartimento di Montenotte sotto l'arrondissement di Porto Maurizio.
Nuovamente inglobato nel Regno di Sardegna dal 1815, così come stabilito dal Congresso di Vienna del 1814, confluì nel Regno d'Italia dal 1861. Dal 1859 al 1927 il territorio fu compreso nel I mandamento omonimo del circondario di Porto Maurizio facente parte della provincia di Porto Maurizio e, con la sua costituzione, della successiva provincia di Imperia.
Al 1925 risale la soppressione dei comuni di Candeasco e Maro Castello e il conseguente accorpamento nel territorio di Borgomaro come frazioni; nel 1928 verranno accorpati i soppressi comuni di Aurigo, Conio, San Lazzaro Reale, Ville San Pietro e Ville San Sebastiano. Solamente Aurigo, nel 1954, acquisì nuovamente una propria indipendenza comunale da Borgomaro.
Dal 1973 al 31 dicembre 2008 ha fatto parte della Comunità montana dell'Olivo e, con le nuove disposizioni della Legge Regionale n° 24 del 4 luglio 2008, fino al 2011 della Comunità montana dell'Olivo e Alta Valle Arroscia.

### Simboli
Lo stemma e il gonfalone sono stati concessi con regio decreto del 3 agosto 1930.
Stemma
Gonfalone

## Monumenti e luoghi d'interesse

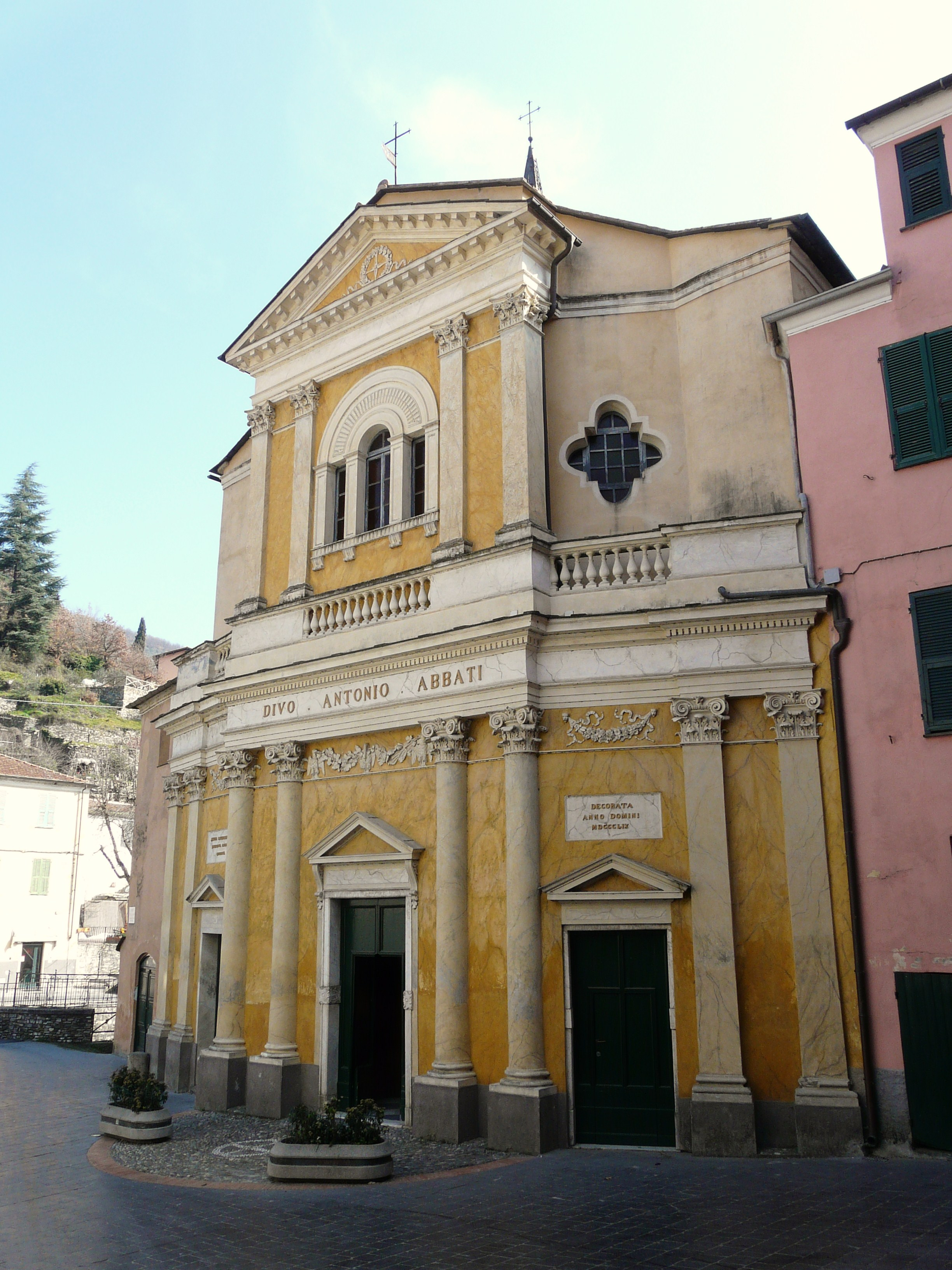
La chiesa parrocchiale di Sant'Antonio abate a Borgomaro

### Architetture religiose
- Chiesa parrocchiale di Sant'Antonio abate nel capoluogo. Di originaria forma quattrocentesca[6], l'attuale struttura fu ricostruita nel corso del XVIII secolo[6] nelle forme barocche. Al suo interno, tra le opere, si conserva[6] un polittico raffigurante i santi Nazario e Celso e ai lati altri personaggi religiosi legati al calvario di Gesù, opera datata al 1551 e attribuita a Raffaele De Rossi[6].
- Oratorio della Madonna del Ponte nel capoluogo, situato all'estremità dell'attraversamento sul torrente Impero. Edificato nel XVII secolo[6] conserva sull'altare maggiore un dipinto datato al 1547 e attribuito alla bottega dei De Rossi.
- Oratorio di San Giacomo nel capoluogo. Anch'esso del Seicento[6] custodisce: un'ancona raffigurante la Madonna del Carmine; un quadro di San Giacomo; un dipinto del XVII secolo e ritraente la Presentazione di Maria Santissima al tempio; due statue dei santi Giacomo e Francesco di Sales; un crocifisso.
- Oratorio di San Giuseppe nel capoluogo, citato per la prima volta nel 1756[6].
- Pieve dei Santi Nazario e Celso. Sita non lontano dal centro abitato di Borgomaro, lungo la strada per Ville San Sebastiano, si presenta con struttura a tre navate sostenute da colonne e capitelli squadrati in ardesia.
- Chiesa parrocchiale di San Bernardino nella frazione di Candeasco. L'edificio religioso, le cui prime origini risalgono al XII secolo[6], venne completamente ricostruita nelle forme barocche tra il 1718 e il 1722[6] su progetto di Giacomo Filippo Marvaldi.
- Oratorio di Nostra Signora degli Angeli nella frazione di Candeasco, di forme barocche.
- Oratorio della Beata Vergine del Fossato nella frazione di Candeasco, al di fuori del centro abitato. L'opera fu progettata da Gio Batta Marvaldi e costruita tra il 1680 e il 1682[6].
- Cappella dei Melissano nella frazione di Candeasco. Nella sovrapporta è rappresentata in rilievo la scena dell'Annunciazione.
- Convento dei Padri Francescani nella frazione di Candeasco. Risalente al XVIII secolo[6] fu edificata presso il Poggio delle Vigne su volontà testamentaria del locale Francesco Melissano e costruito assieme all'adiacente chiesa delle Santissima Concezione della Madre di Dio (1633[6]). Oggi la struttura è utilizzata come ricovero.
- Chiesa parrocchiale della Natività della Beata Vergine Maria nella frazione di Conio. Situata nel centro del paese davanti ad una piccola piazzetta.
- Chiesa di San Maurizio nella frazione di Conio. Tra gli edifici di culto più antichi del borgo e del territorio borgomarese, è situata in una posizione isolata lontano dal borgo e fu la prima chiesa parrocchiale di Conio; ora serve come chiesa cimiteriale. Edificata in stile romanico, ha l'interno a tre navate formate da archi e colonne in pietra nera. L'alto campanile rustico è composto di pietre squadrate a vista.

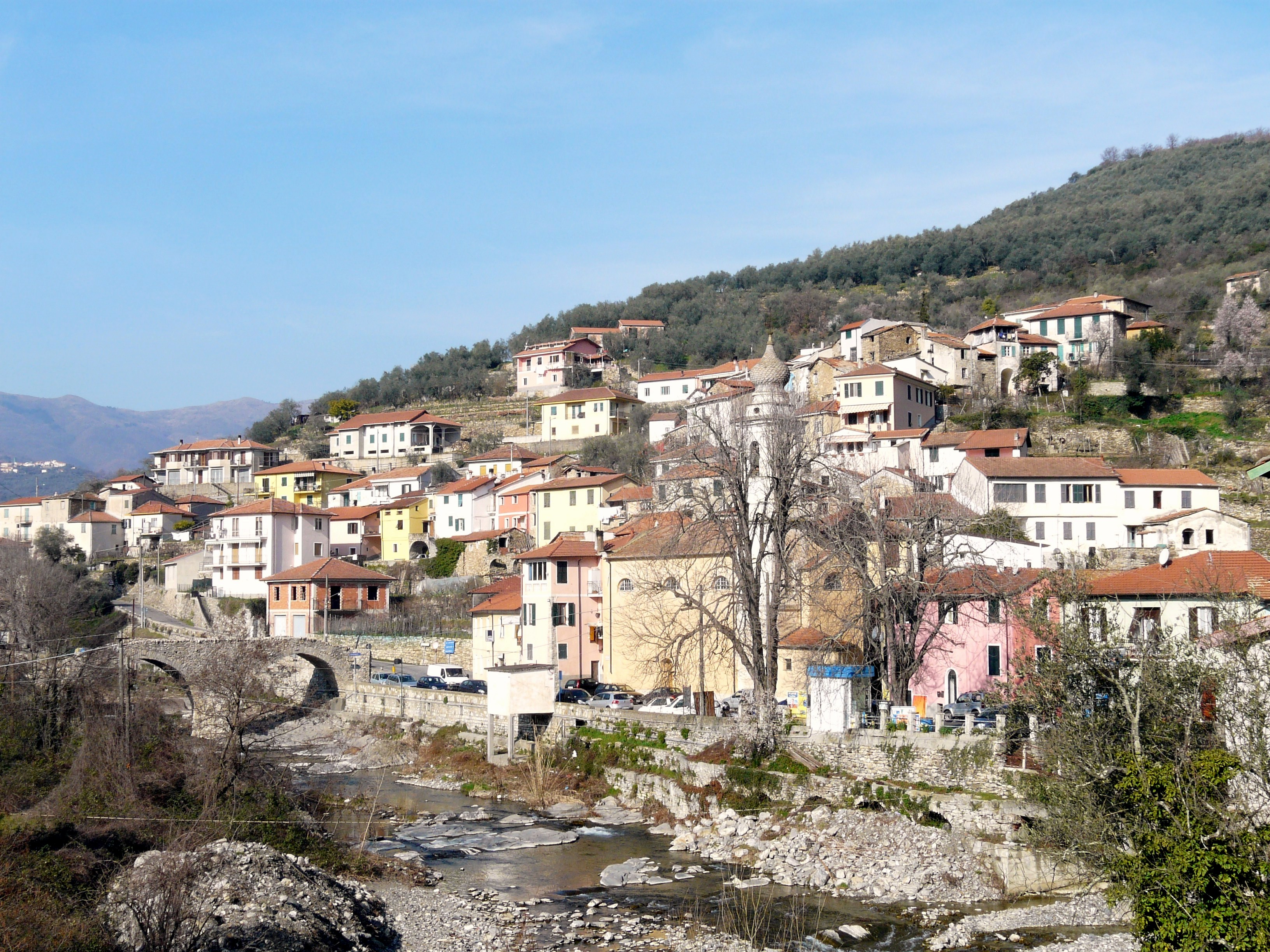
La frazione di San Lazzaro Reale

- Oratorio della Santissima Trinità nella frazione di Conio. Situato in una piazza all'entrata del paese arrivando da Poggialto (frazione di Aurigo), è preceduto da un portico. Anticamente era la sede delle due confraternite del paese, ossia quelle della Visitazione e della Santissima Trinità.
- Chiesetta di San Rocco nella frazione di Conio. Situata all'inizio dell'antica mulattiera ancora ben conservata che conduce a Ville San Pietro.
- Chiesa dell'Assunta nella frazione di Maro Castello. Situata sulla piazza del paese, dipende dalla parrocchia di Sant'Antonio abate di Borgomaro. Presenta una severa facciata neoclassica sovrastata da un timpano e ha un campanile a bulbo.
- Chiesetta di San Rocco nella frazione di Maro Castello. Edificata lungo l'attuale strada provinciale 26 presso il cimitero, è preceduta da un portico con la funzione di rifugio per i viandanti.
- Cappella di Sant'Anna nella frazione di Maro Castello, situata nelle campagne fuori paese.
- Chiesa parrocchiale di San Lazzaro nella frazione di San Lazzaro Reale. Risalente al 1647[6], conserva al suo interno un trittico di Pietro Guido da Ranzo ritraente la Madonna col Bambino tra gli angeli con i santi Lazzaro, Giovanni Battista, Maria Maddalena e Caterina da Siena.
- Oratorio di Santa Maria Bambina nella frazione di San Lazzaro Reale.
- Chiesa parrocchiale di San Pietro in Vincoli nella frazione di Ville San Pietro. La chiesa è opera settecentesca di Filippo Marvaldi.
- Chiesa di San Sebastiano nella frazione di Ville San Sebastiano, il cui primo impianto risale al XV secolo, ma rifatto nel corso del XVII secolo in stile barocco.
- Oratorio di San Carlo nella frazione di Ville San Sebastiano, sede della confraternita dei Disciplinanti.
- Cappella-santuario della Madonna della Neve, o della Madonnetta, nella frazione di Ville San Sebastiano. All'interno è custodita la statua marmorea della Madonna col Bambino, datata al Seicento.
- Numerose chiesette e cappelle campestri, disseminate lungo le antiche mulattiere che collegano i vari paesi della valle del Maro.

### Architetture civili

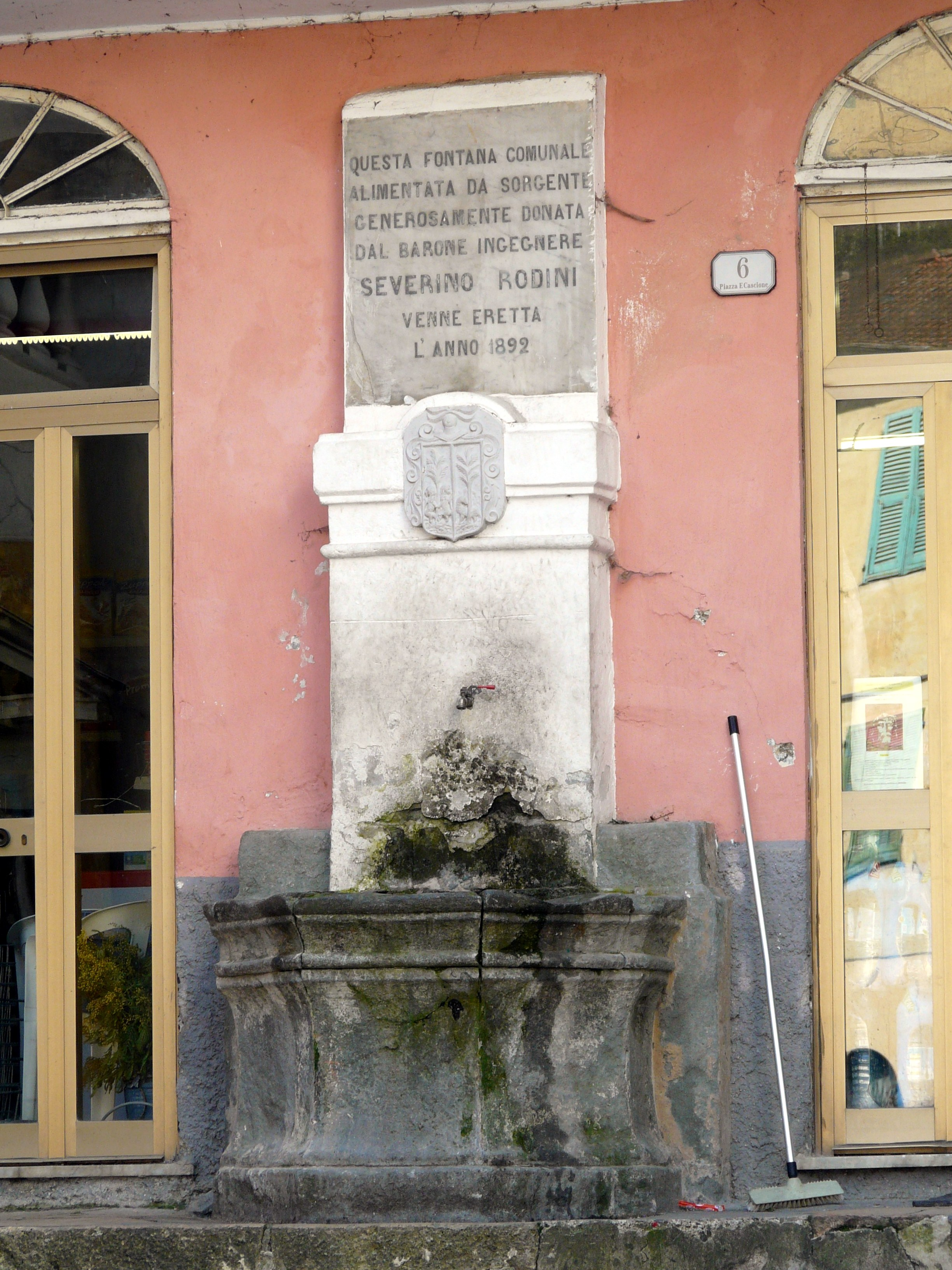
L'antica fontana del paese di Borgomaro

- Palazzo De Mora nel centro storico di Borgomaro. Ha la particolarità di avere due bifore e un portale in pietra nera risalente al 1481[6].
- Palazzo Cassio Amelio, sede del municipio, con affreschi del XIX secolo[6].
- Palazzo Doria nel centro storico di Borgomaro, risalente al XVI secolo[6].
- Palazzo Guglieri e annessa cappella privata nel centro storico di Borgomaro, del Seicento[6].
- Lavatoi di Conio. Nel territorio frazionario esistono moltissime e abbondanti sorgenti che alimentano i lavatoi del paese. Se ne possono vedere alcuni presso l'oratorio della Santissima Trinità, mentre altri sono situati lungo la via che conduce dalla chiesa parrocchiale verso Ville San Pietro.

### Architetture militari
- Castello di Conio. Situato nella frazione di Conio ed edificato dai conti di Ventimiglia intorno al XIII secolo, si presenta in posizione strategica; dal piazzale infatti si ha un'ampia visuale su tutta la valle del Maro. Oggi, grazie ad un recente restauro, è divenuto un importante centro culturale utilizzato per mostre e manifestazioni.
- Castello del Maro. Sito nella frazione di Maro Castello, era un tempo importantissimo per il controllo di tutta la valle del Maro. Ora ne restano soltanto pochi ruderi, ben visibili di fronte alla chiesa frazionaria dell'Assunta.

### Altro
La piazza principale di Borgomaro è intitolata a Felice Cascione, partigiano, medico italiano, comunista, eroe della Resistenza, che morì in battaglia contro i fascisti, e per questo fu insignito della Medaglia d'oro al valor militare alla memoria.

### Aree naturali
Il monte Carpasina è un sito di interesse comunitario (SIC) istituito con il Decreto Ministeriale del 25 marzo 2005, ai sensi della Direttiva 92/43/CEE (Direttiva Habitat).

## Società

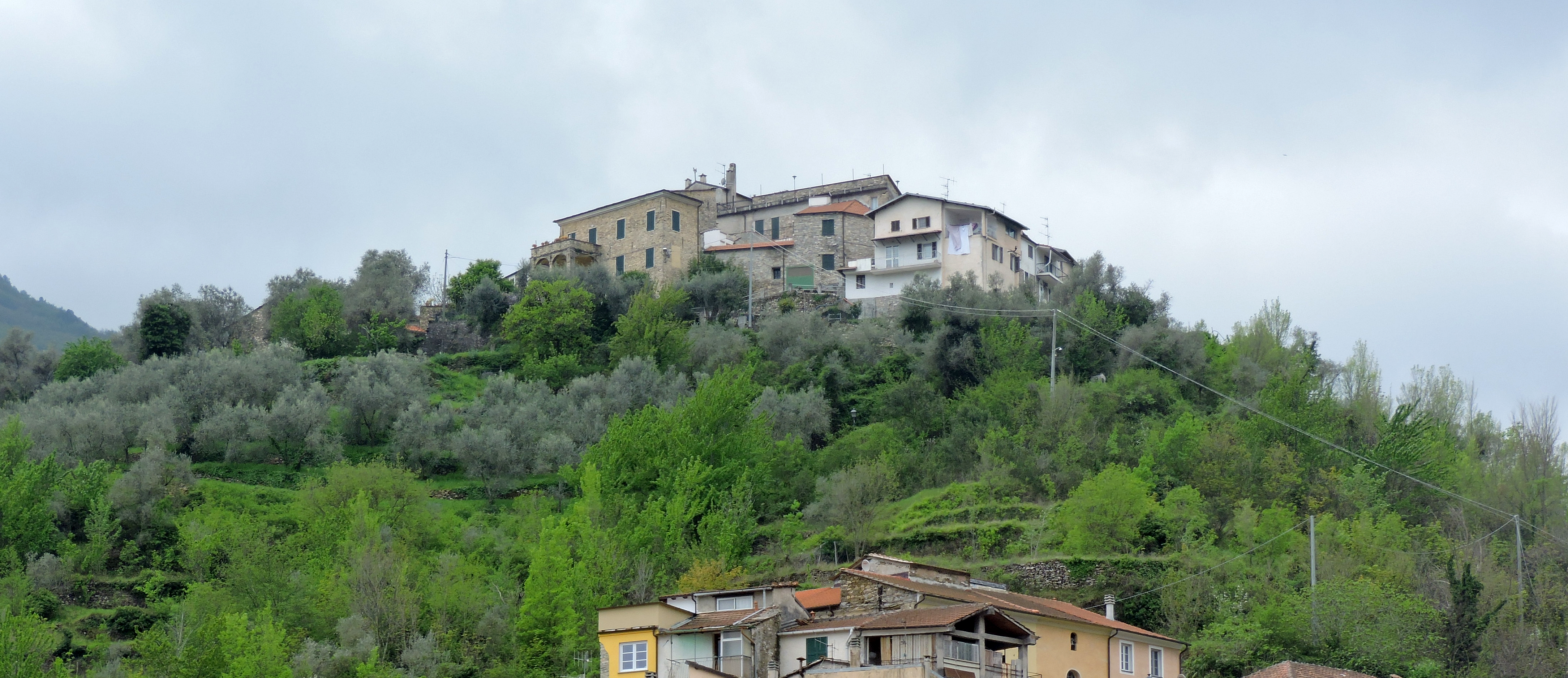
Panorama della frazione di Maro Castello

### Evoluzione demografica
Abitanti censiti

### Etnie e minoranze straniere
Secondo i dati Istat al 31 dicembre 2019, i cittadini stranieri residenti a Borgomaro sono 97.

## Geografia antropica

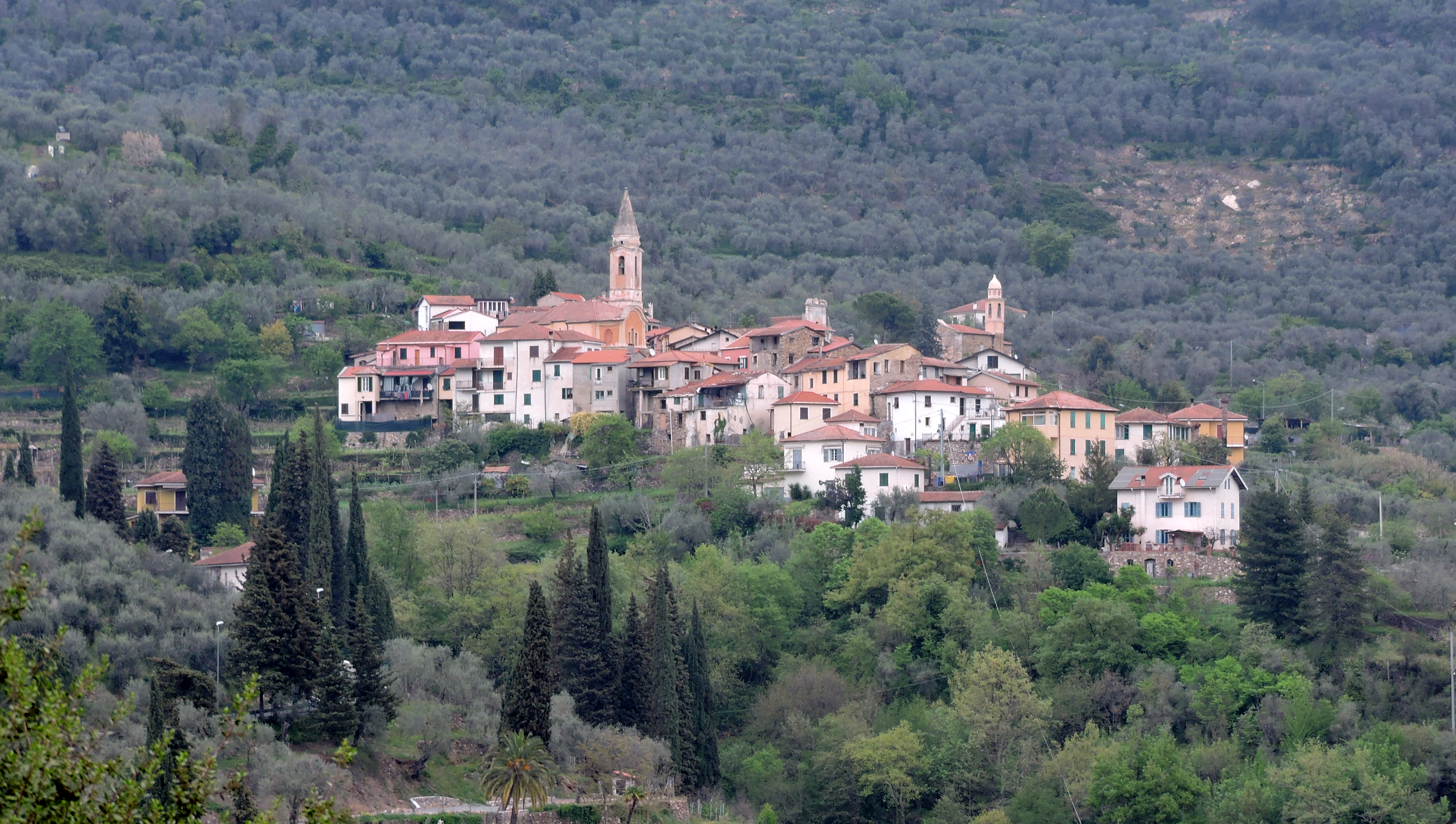
Panorama della frazione di Candeasco

Il territorio comunale è costituito dalle sette frazioni di Candeasco, Conio, Maro Castello, San Bernardo di Conio, San Lazzaro Reale, Ville San Pietro e Ville San Sebastiano per un totale di 23,44 km2.
Confina a nord con i comuni di Rezzo, Aurigo, Pieve di Teco e Caravonica, a sud con Prelà, Vasia e Lucinasco, ad ovest con Rezzo e Montalto Carpasio e ad est con Caravonica, Chiusanico e Lucinasco.

## Economia
Il comune basa la sua principale risorsa economica sull'attività agricola, specie l'olivicoltura. Nella frazione di Conio viene coltivato un tipico fagiolo locale.

## Infrastrutture e trasporti

### Strade
Il territorio di Borgomaro è attraversato principalmente dalla strada provinciale 24 la quale permette il collegamento stradale a sudovest con la frazione di Carpasio innestandosi con la provinciale 21 e ad est con Chiusavecchia. La provinciale 26 collega il centro borgomarese con Aurigo, mentre la provinciale 25 unisce le due frazioni comunali di Ville San Sebastiano e Ville San Pietro.

## Amministrazione

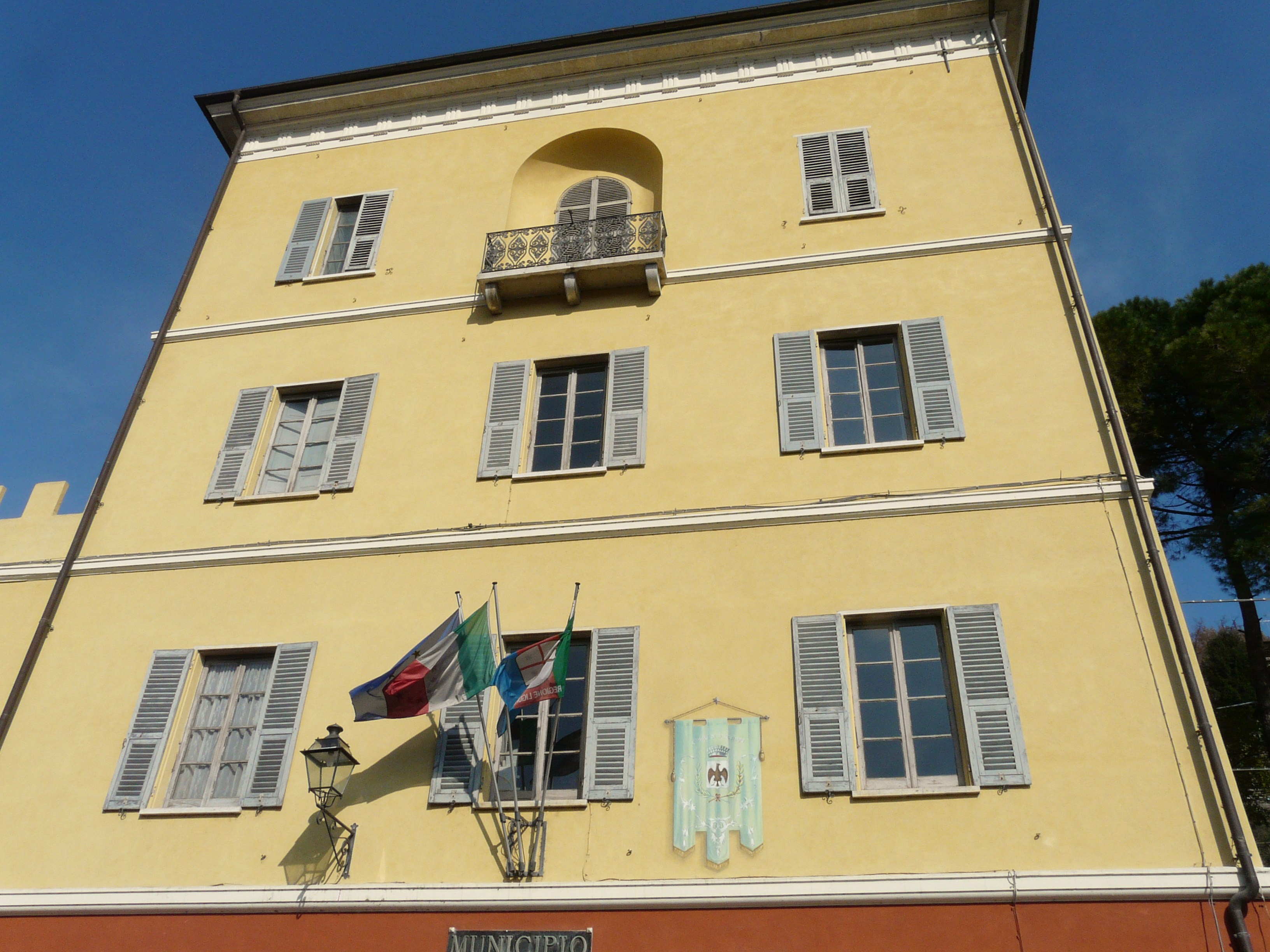
Il municipio

| Periodo        | Periodo        | Primo cittadino   | Partito                                  | Carica  | Note |
| -------------- | -------------- | ----------------- | ---------------------------------------- | ------- | ---- |
| 5 luglio 1988  | 7 giugno 1993  | Pasquale Gandolfo | lista civica                             | Sindaco |      |
| 8 giugno 1993  | 28 aprile 1997 | Rodolfo Amadeo    | Partito Democratico della Sinistra       | Sindaco |      |
| 28 aprile 1997 | 14 maggio 2001 | Maria Carla Camia | lista civica                             | Sindaco |      |
| 14 maggio 2001 | 30 maggio 2006 | Maria Carla Camia | lista civica                             | Sindaco |      |
| 30 maggio 2006 | 16 maggio 2011 | Adolfo Ravani     | lista civica                             | Sindaco |      |
| 16 maggio 2011 | 6 giugno 2016  | Adolfo Ravani     | Tradizione e Rinnovamento (lista civica) | Sindaco |      |
| 6 giugno 2016  | 4 ottobre 2021 | Massimiliano Mela | Uniti per migliorare (lista civica)      | Sindaco |      |
| 4 ottobre 2021 | in carica      | Massimiliano Mela | Uniti per migliorare (lista civica)      | Sindaco |      |

### Altre informazioni amministrative
Borgomaro fa parte dell'Unione dei comuni della Valle Impero e della Valle del Maro.